# Volley Masters Montreux 2019
Montreux Volley Masters – 34. edycja towarzyskiego turnieju siatkarskiego, który trwał od 13 do 18 maja 2019 w Montreux. Po raz pierwszy w turnieju zwyciężyły reprezentantki Polski. W turnieju wzięło udział 8 reprezentacji:
- Chiny
- Japonia
- Niemcy
- Polska
- Szwajcaria
- Tajlandia
- Turcja
- Włochy

## Faza grupowa

### Grupa A
Tabela
| Lp. | Drużyna | Mecze | Mecze   | Mecze   | Pkt | Sety | Sety | Sety  | Małe punkty | Małe punkty | Małe punkty |
| Lp. | Drużyna | M     | W (3:2) | P (2:3) | Pkt | wyg. | prz. | ratio | zdob.       | str.        | ratio       |
| --- | ------- | ----- | ------- | ------- | --- | ---- | ---- | ----- | ----------- | ----------- | ----------- |
| 1   | Polska  | 3     | 2 (0)   | 1 (0)   | 6   | 7    | 5    | 1.400 | 280         | 254         | 1.102       |
| 2   | Japonia | 3     | 2 (0)   | 1 (0)   | 6   | 7    | 5    | 1.400 | 276         | 274         | 1.007       |
| 3   | Chiny   | 3     | 2 (1)   | 1 (0)   | 5   | 7    | 6    | 1.167 | 301         | 273         | 1.103       |
| 4   | Niemcy  | 3     | 0 (0)   | 3 (1)   | 1   | 4    | 9    | 0.444 | 254         | 310         | 0.819       |

Źródło: volleymasters.ch
Punktacja: 3:0 i 3:1 – 3 pkt; 3:2 – 2 pkt; 2:3 – 1 pkt; 1:3 i 0:3 – 0 pkt
Zasady ustalania kolejności: 1. liczba zwycięstw; 2. liczba punktów; 3. stosunek setów; 4. stosunek małych punktów; 5. bilans w bezpośrednich meczach
     awans do półfinałów
Wyniki
| Data  | Godz. | Drużyna 1 | Wynik | Drużyna 2 | 1     | 2     | 3     | 4     | 5    | Widzów | * |
| ----- | ----- | --------- | ----- | --------- | ----- | ----- | ----- | ----- | ---- | ------ | - |
| 13.05 | 18:45 | Japonia   | 3:1   | Chiny     | 25:20 | 17:25 | 27:25 | 25:21 |      | 500    |   |
| 14.05 | 16:30 | Niemcy    | 2:3   | Chiny     | 21:25 | 9:25  | 26:24 | 25:22 | 9:15 | 620    |   |
| 14.05 | 21:15 | Polska    | 3:1   | Japonia   | 25:15 | 19:25 | 25:21 | 25:19 |      | 500    |   |
| 15.05 | 16:30 | Chiny     | 3:1   | Polska    | 22:25 | 25:17 | 25:22 | 27:25 |      | 780    |   |
| 15.05 | 21:15 | Japonia   | 3:1   | Niemcy    | 25:19 | 23:25 | 25:18 | 29:27 |      | 470    |   |
| 16.05 | 18:45 | Niemcy    | 1:3   | Polska    | 14:25 | 25:22 | 18:25 | 18:25 |      | 760    |   |

### Grupa B
Tabela
| Lp. | Drużyna    | Mecze | Mecze   | Mecze   | Pkt | Sety | Sety | Sety  | Małe punkty | Małe punkty | Małe punkty |
| Lp. | Drużyna    | M     | W (3:2) | P (2:3) | Pkt | wyg. | prz. | ratio | zdob.       | str.        | ratio       |
| --- | ---------- | ----- | ------- | ------- | --- | ---- | ---- | ----- | ----------- | ----------- | ----------- |
| 1   | Włochy     | 3     | 2 (0)   | 1 (0)   | 6   | 7    | 5    | 1.400 | 269         | 252         | 1.067       |
| 2   | Tajlandia  | 3     | 2 (0)   | 1 (0)   | 6   | 7    | 5    | 1.400 | 271         | 258         | 1.050       |
| 3   | Turcja     | 3     | 2 (0)   | 1 (0)   | 6   | 7    | 5    | 1.400 | 285         | 278         | 1.025       |
| 4   | Szwajcaria | 3     | 0 (0)   | 3 (0)   | 0   | 3    | 9    | 0.333 | 242         | 279         | 0.867       |

Źródło: volleymasters.ch
Punktacja: 3:0 i 3:1 – 3 pkt; 3:2 – 2 pkt; 2:3 – 1 pkt; 1:3 i 0:3 – 0 pkt
Zasady ustalania kolejności: 1. liczba zwycięstw; 2. liczba punktów; 3. stosunek setów; 4. stosunek małych punktów; 5. bilans w bezpośrednich meczach
     awans do półfinałów
Wyniki
| Data  | Godz. | Drużyna 1  | Wynik | Drużyna 2  | 1     | 2     | 3     | 4     | 5 | Widzów | * |
| ----- | ----- | ---------- | ----- | ---------- | ----- | ----- | ----- | ----- | - | ------ | - |
| 13.05 | 16:30 | Szwajcaria | 1:3   | Turcja     | 20:25 | 24:26 | 25:21 | 20:25 |   | 400    |   |
| 13.05 | 21:15 | Tajlandia  | 3:1   | Włochy     | 25:20 | 25:14 | 16:25 | 25:19 |   | 450    |   |
| 14.05 | 18:45 | Szwajcaria | 1:3   | Tajlandia  | 24:26 | 19:25 | 25:15 | 14:25 |   | 840    |   |
| 15.05 | 18:45 | Włochy     | 3:1   | Turcja     | 25:27 | 25:20 | 25:20 | 25:23 |   | 795    |   |
| 16.05 | 16:30 | Włochy     | 3:1   | Szwajcaria | 25:17 | 25:16 | 16:25 | 25:13 |   | 710    |   |
| 16.05 | 21:15 | Turcja     | 3:1   | Tajlandia  | 22:25 | 25:19 | 25:21 | 26:24 |   | 885    |   |

## Faza play-off
Źródło: volleymasters.ch

### Mecz o 7. miejsce
| Data  | Godz. | Drużyna 1 | Wynik | Drużyna 2  | 1     | 2     | 3     | 4     | 5 | Widzów | * |
| ----- | ----- | --------- | ----- | ---------- | ----- | ----- | ----- | ----- | - | ------ | - |
| 17.05 | 16:30 | Niemcy    | 3:1   | Szwajcaria | 21:25 | 25:19 | 25:15 | 25:17 |   | 730    |   |

### Mecz o 5. miejsce
| Data  | Godz. | Drużyna 1 | Wynik | Drużyna 2 | 1     | 2     | 3     | 4     | 5 | Widzów | * |
| ----- | ----- | --------- | ----- | --------- | ----- | ----- | ----- | ----- | - | ------ | - |
| 18.05 | 12:30 | Chiny     | 1:3   | Turcja    | 18:25 | 25:16 | 23:25 | 18:25 |   | 1380   |   |

### Półfinały
| Data  | Godz. | Drużyna 1 | Wynik | Drużyna 2 | 1     | 2     | 3     | 4 | 5 | Widzów | * |
| ----- | ----- | --------- | ----- | --------- | ----- | ----- | ----- | - | - | ------ | - |
| 17.05 | 18:45 | Polska    | 3:0   | Tajlandia | 25:18 | 25:9  | 25:23 |   |   | 1200   |   |
| 17.05 | 21:15 | Włochy    | 0:3   | Japonia   | 21:25 | 14:25 | 16:25 |   |   | 1030   |   |

### Mecz o 3. miejsce
| Data  | Godz. | Drużyna 1 | Wynik | Drużyna 2 | 1     | 2     | 3     | 4 | 5 | Widzów | * |
| ----- | ----- | --------- | ----- | --------- | ----- | ----- | ----- | - | - | ------ | - |
| 18.05 | 14:45 | Tajlandia | 0:3   | Włochy    | 20:25 | 18:25 | 14:25 |   |   | 1800   |   |

### Finał
| Data  | Godz. | Drużyna 1 | Wynik | Drużyna 2 | 1     | 2     | 3     | 4     | 5 | Widzów | * |
| ----- | ----- | --------- | ----- | --------- | ----- | ----- | ----- | ----- | - | ------ | - |
| 18.05 | 17:15 | Polska    | 3:1   | Japonia   | 25:15 | 22:25 | 25:17 | 26:24 |   | 2160   |   |

## Klasyfikacja końcowa
| Miejsce | Reprezentacja |
| ------- | ------------- |
| 1.      | Polska        |
| 2.      | Japonia       |
| 3.      | Włochy        |
| 4.      | Tajlandia     |
| 5.      | Turcja        |
| 6.      | Chiny         |
| 7.      | Niemcy        |
| 8.      | Szwajcaria    |

## Nagrody indywidualne
| MVP             | Najlepsza atakująca | Najlepsze środkowe              | Najlepsza rozgrywająca | Najlepsze przyjmujące        | Najlepsza libero |
| --------------- | ------------------- | ------------------------------- | ---------------------- | ---------------------------- | ---------------- |
| Malwina Smarzek | Malwina Smarzek     | Agnieszka Kąkolewska Sarah Fahr | Nanami Seki            | Yurie Nabeya Martyna Grajber | Mako Kobata      |